# Ciboria americana
Ciboria americana är en svampart som beskrevs av E.J. Durand 1902. Ciboria americana ingår i släktet Ciboria och familjen Sclerotiniaceae.   Inga underarter finns listade i Catalogue of Life.